# Acacia complanata
Acacia complanata — вид квіткових рослин з родини бобових. Ареал: Австралія (пн.-сх. Новий Південний Уельс, пд.-сх. Квінсленд).

## Екологія
Він розташований на низьких хребтах, що ростуть на гравійних, піщаних або суглинистих ґрунтах, часто поверх пісковику, і зазвичай як частина пустищ або сухих склерофільних лісових угруповань.

## Біоморфологічна характеристика
Дерево може досягати у висоту 5–6 м, але частіше воно росте у вигляді великого куща. Має голі, гнучкі, сплощені та вузькокрилі гілочки. Вічнозелені філодії мають вузькоеліптичну форму і 5–10 см в довжину і 12–30 мм в ширину; головних жилок від семи до дев'яти. Суцвіття утворюються групами від чотирьох до восьми в пазухах. Сферичні квіткові голови мають діаметр близько 6 мм і можуть містити від 35 до 45 квіток золотистого кольору. Зморшкуваті та голі стручки мають довжину до 15 см і ширину від 7.5 до 10 мм. Темно-коричневе насіння всередині має субкулясту форму і довжину від 4 до 5 мм.